# Genius of Modern Music: Volume 2
Genius of Modern Music: Volume 2 è il titolo utilizzato per almeno quattro versioni differenti di un album raccolta del musicista jazz Thelonious Monk. Ogni versione raccoglie alcune delle più celebri composizioni di Monk per l'etichetta Blue Note, registrate tra il 1951 e il 1952. L'LP originale venne pubblicato nel 1952.

## Tracce LP 1952 (Blue Note LP 5009)
- Tutte le composizioni sono opera di Monk, eccetto dove indicato.

Lato 1
1. Four in One
2. Who Knows?
3. Nice Work if You Can Get It (G. Gershwin, I. Gershwin)
4. In Walked Bud

Lato 2
1. Humph
2. Straight, No Chaser
3. Suburban Eyes (Quebec)
4. Ask Me Now

## Tracce LP 1956 (Blue Note BLP-1511)
- Tutte le composizioni sono opera di Monk, eccetto dove indicato.

Lato 1
1. Carolina Moon (Burke, Davis)
2. Hornin' in
3. Skippy
4. Let's Cool One
5. Suburban Eyes (Quebec)
6. Evonce (Quebec, Sulieman)

Lato 2
1. Straight, No Chaser
2. Four in One
3. Nice Work (If You Can Get It) (G. Gershwin, I. Gershwin)
4. Monk's Mood
5. Who Knows?
6. Ask Me Now

(In Walked Bud e Humph sono state spostate nel Volume 1 per questa edizione estesa.)

## Tracce edizione CD 1989 (copertina rossa)
1. Four in One
2. Four in One (alternate take)
3. Criss Cross
4. Criss Cross (alternate take)
5. Eronel
6. Straight, No Chaser
7. Ask Me Now  (alternate take)
8. Ask Me Now
9. Willow Weep For Me
10. Skippy
11. Skippy  (alternate take)
12. Hornin' In  (alternate take)
13. Hornin' In
14. Sixteen (first take)
15. Sixteen (second take)
16. Carolina Moon
17. Let's Cool One
18. I'll Follow You

- 1-9 registrate il 23 luglio 1951
- 10-18 registrate il 30 maggio 1952

## Riedizione
Le registrazioni sono state riassemblate, sotto lo stesso titolo, in formato CD nel 2001 come parte della serie RVG. Per il disco venne utilizzata la copertina originale della prima edizione dell'album in LP del 1952. Mentre prime versioni dell'album in CD raggruppavano insieme le diverse take di ogni brano, la riedizione colloca le versioni alternative alla fine di ogni sessione.
La sessione del 2 luglio 1948 comprendenti Evidence, Misterioso, Epistrophy, I Mean You, All The Things You Are, e I Should Care è stata pubblicata sul CD Blue Note Milt Jackson: Wizard of the Vibes.

### Tracce edizione CD 2001
1. Four In One
2. Criss Cross
3. Eronel
4. Straight, No Chaser
5. Ask Me Now
6. Willow Weep For Me
7. Four In One (alternate take) (indicata come Nice Work If You Can Get It)
8. Criss Cross (alternate take)
9. Ask Me Now (alternate take)
10. Skippy
11. Hornin' In
12. Sixteen (second take)
13. Carolina Moon
14. Let's Cool One
15. I'll Follow You
16. Skippy (alternate take)
17. Hornin' In (alternate take)
18. Sixteen (first take)

- 1-9 registrate il 23 luglio 1951
- 10-18 registrate il 30 maggio 1952

## Crediti
- Thelonious Monk - pianoforte
- Art Blakey - batteria (tracce 1-9)
- Sahib Shihab - sax alto (tracce 1-9)
- Milt Jackson - vibrafono (tracce 1-9)
- Al McKibbon - contrabbasso (tracce 1-9)
- Kenny Dorham - tromba (tracce 10-18)
- Lou Donaldson - sax alto (tracce 10-18)
- Lucky Thompson - sax tenore (tracce 10-18)
- Nelson Boyd - contrabbasso (tracce 10-18)
- Max Roach - batteria (tracce 10-18)